# Liste der Kulturdenkmale in Großzschachwitz
Die Liste der Kulturdenkmale in Großzschachwitz umfasst alle Kulturdenkmale der Dresdner Gemarkung Großzschachwitz. Grundlage bildet das Denkmalverzeichnis des Themenstadtplans Dresden, das sämtliche bis Januar 2006 vom Landesamt für Denkmalpflege Sachsen erfassten Kulturdenkmale enthält.

## Legende
- Bild: Bild des Kulturdenkmals, ggf. zusätzlich mit einem Link zu weiteren Fotos des Kulturdenkmals im Medienarchiv Wikimedia Commons. Wenn man auf das Kamerasymbol klickt, können Fotos zu Kulturdenkmalen aus dieser Liste hochgeladen werden:
- Bezeichnung: Denkmalgeschützte Objekte und ggf. Bauwerksname des Kulturdenkmals
- Lage: Straßenname und Hausnummer oder Flurstücknummer des Kulturdenkmals. Die Grundsortierung der Liste erfolgt nach dieser Adresse. Der Link (Karte) führt zu verschiedenen Kartendiensten mit der Position des Kulturdenkmals. Fehlt dieser Link, wurden die Koordinaten noch nicht eingetragen. Sind diese bekannt, können sie über ein Tool mit einer Kartenansicht einfach nachgetragen werden. In dieser Kartenansicht sind Kulturdenkmale ohne Koordinaten mit einem roten bzw. orangen Marker dargestellt und können durch Verschieben auf die richtige Position in der Karte mit Koordinaten versehen werden. Kulturdenkmale ohne Bild sind an einem blauen bzw. roten Marker erkennbar.
- Datierung: Baubeginn, Fertigstellung, Datum der Erstnennung oder grobe zeitliche Einordnung entsprechend des Eintrags in der sächsischen Denkmaldatenbank
- Beschreibung: Kurzcharakteristik des Kulturdenkmals entsprechend des Eintrags in der sächsischen Denkmaldatenbank, ggf. ergänzt durch die dort nur selten veröffentlichten Erfassungstexte oder zusätzliche Informationen
- ID: Vom Landesamt für Denkmalpflege Sachsen vergebene, das Kulturdenkmal eindeutig identifizierende Objekt-Nummer. Der Link führt zum PDF-Denkmaldokument des Landesamtes für Denkmalpflege Sachsen. Bei ehemaligen Kulturdenkmalen können die Objektnummern unbekannt sein und deshalb fehlen bzw. die Links von aus der Datenbank entfernten Objektnummern ins Leere führen. Ein ggf. vorhandenes Icon  führt zu den Angaben des Kulturdenkmals bei Wikidata.

## Liste der Kulturdenkmale in Großzschachwitz
| Bild                                    | Bezeichnung | Lage                                    | Datierung                                                   | Beschreibung | ID       |
| --------------------------------------- | --- | --------------------------------------- | ----------------------------------------------------------- | --- | -------- |
|                                         | Wohnhaus in offener Bebauung                                                                                        | Bahnhofstraße 34 (Karte)                | um 1925 (Wohnhaus)                                          | mit expressionistische oder Art-déco-Ornamentik und Architektenzeichen (Putto mit Zirkel, von Willi Meltzer, vergleiche Schweizstraße 1) an der Fassade, charakteristischer Wohnbau um 1925, baugeschichtlich bedeutend | 09216151 |
|                                         | Wohnhaus, daran angebautes Stallgebäude, Seitengebäude, Scheune und Torpfeiler eines Dreiseithofes                  | Bahnhofstraße 68 (Karte)                | um 1850 (Bauernhaus), bezeichnet 1852 (Toreinfahrt)         | charakteristische massive ländliche Bauten um 1850, markieren einstigen Dorfkern, letztes geschlossen erhaltenes Gehöft von Großzschachwitz, baugeschichtlich und stadtentwicklungsgeschichtlich bedeutend | 09216152 |
|                                         | Villa Wania: Villa mit Einfriedung, Turm und Gang                                                                   | Bahnhofstraße 69 (Karte)                | bezeichnet 1898 (am Turm)                                   | markantes kleines Anwesen des Historismus, auffällig der vordere Fachwerkgiebel am Haupthaus, baugeschichtlich bedeutend | 09216153 |
|                                         | Doppelwohnhaus mit seitlichen Mauern in offener Bebauung                                                            | Bahnhofstraße 73; 75 (Karte)            | um 1925 (Doppelwohnhaus)                                    | mit Laden, exemplarischer Kleinwohnungs- und Siedlungsbau um 1930, traditionell, belebt von expressionistischen Elementen, wie Dreiecksformen und dem markanten Sockel mit vorkragenden Steinen, baugeschichtlich bedeutend | 09216155 |
|                                         | Wohnhaus und Toranlage eines ehemaligen Dreiseithofes                                                               | Bahnhofstraße 87 (Karte)                | um 1845 (Bauernhaus), bezeichnet 1846 (Toreinfahrt)         | letzte original erhaltene und zudem ortsbildprägende Baulichkeiten eines großzügigen Großzschachwitzer Gehöftes, markieren einstigen Dorfkern, auffällig das Serlio-Motiv im Giebel, bemerkenswerte Zufahrt mit zwei Pfeilern, Pforte und Tor, baugeschichtlich und stadtentwicklungsgeschichtlich bedeutend | 09216160 |
|                                         | Mietshaus in offener Bebauung                                                                                       | Försterlingstraße 5 (Karte)             | bezeichnet 1897, im Giebel (Mietshaus)                      | schlichter aber, charakteristischer Wohnbau des Historismus in der zweiten Hälfte des 19. Jahrhunderts, Mittelrisalit mit Dreiecksgiebel, baugeschichtlich bedeutend | 09218939 |
|                                         | Fabrikantenvilla mit Einfriedung                                                                                    | Försterlingstraße 24 (Karte)            | 1912 (Fabrikantenvilla)                                     | repräsentative Villa mit stilisierten Jugendstilelementen und Walmdach, symmetrisch gegliederte Fassade mit akzentuierenden Putzfeldern, breitem Balkon in der Beletage und Eckerkern, stattlicher Villenbau der Jahrhundertwende, baugeschichtlich und künstlerisch von Bedeutung | 09216156 |
| Direkt Bild zu diesem Denkmal hochladen | Wohnhaus in offener Bebauung                                                                                        | Großzschachwitzer Straße 25 (Karte)     | 1924–1925 (Mehrfamilienwohnhaus)                            | charakteristisches Mehrfamilienhaus der 1920er Jahre mit zeittypischer Gliederung und Art-déco-Ornamentik, Bauvorhaben der Gemeinde, baugeschichtlich und ortsgeschichtlich bedeutend | 09305399 |
|                                         | Großzschachwitzer Schule: Schulgebäude                                                                              | Großzschachwitzer Straße 29 (Karte)     | 1898 (Schule)                                               | breitgelagerter Bau mit drei rückwärtigen Flügeln einschließlich Einfriedung zur Straßenseite und Turnhalle, in seiner heutigen versachlichten Form des Historismus vor allem ein Dokument der Architektur kurz nach 1900, erste eigene Schule von Großzschachwitz, baugeschichtlich und ortsgeschichtlich bedeutend                                                                                                | 09216158 |
|                                         | Siedlung Baugenossenschaft Zschachwitz: Doppelhaus mit Einfriedung (Jonsdorfer Straße 13 und Rosenthaler Straße 21) | Jonsdorfer Straße 13 (Karte)            | 1911–1912 (Doppelwohnhaus)                                  | Gebäude innerhalb einer kleinen Siedlung der Baugenossenschaft Zschachwitz GmbH im Bereich Jonsdorfer und Rosenthaler Straße, traditionelle Bauten zumeist mit Walm- oder Satteldächern, baugeschichtlich und stadtentwicklungsgeschichtlich bedeutend | 09216177 |
|                                         | Siedlung Baugenossenschaft Zschachwitz: Wohnhaus mit Einfriedung                                                    | Jonsdorfer Straße 15 (Karte)            | 1931 (Mehrfamilienwohnhaus)                                 | Gebäude innerhalb einer kleinen Siedlung der Baugenossenschaft Zschachwitz GmbH im Bereich Jonsdorfer und Rosenthaler Straße, traditionelle Bauten zumeist mit Walm- oder Satteldächern, baugeschichtlich und stadtentwicklungsgeschichtlich bedeutend | 09216187 |
|                                         | Siedlung Baugenossenschaft Zschachwitz: Doppelhaus mit Einfriedung                                                  | Jonsdorfer Straße 16; 18 (Karte)        | 1921 (Doppelwohnhaus)                                       | Gebäude innerhalb einer kleinen Siedlung der Baugenossenschaft Zschachwitz GmbH im Bereich Jonsdorfer und Rosenthaler Straße, traditionelle Bauten zumeist mit Walm- oder Satteldächern, baugeschichtlich und stadtentwicklungsgeschichtlich bedeutend | 09216165 |
|                                         | Mietshaus in offener Bebauung                                                                                       | Ludwig-Kugelmann-Straße 7 (Karte)       | um 1900 (Mietshaus)                                         | symmetrisch gestalteter, spätgründerzeitlicher Wohnhausbau mit charakteristischer Klinker-Sandstein-Fassade, besonders aufwendiges Beispiel eines in der näheren Umgebung mehrmals vorhandenen gestalterischen Typs (vergleiche mit den wesentlich schlichteren und architektonisch belangloseren Bauten Ludwig-Kugelmann-Straße 9 und An der Aue 2), baugeschichtlich und stadtentwicklungsgeschichtlich bedeutend | 09217730 |
|                                         | Gasthof Großzschachwitz (ehem.): Gasthof mit Ballsaal                                                               | Pirnaer Landstraße 239 (Karte)          | 1892 (Gasthof)                                              | nach wie vor repräsentativer historistische Bau mit auffälligem Treppenhaus, auch der Saal bemerkenswert, baugeschichtlich und ortsgeschichtlich bedeutend | 09216161 |
| Direkt Bild zu diesem Denkmal hochladen | Siedlung Baugenossenschaft Zschachwitz: Waschhaus                                                                   | Privatweg 8 (bei) (Karte)               | 1912–1913 (Waschhaus)                                       | Gebäude innerhalb einer kleinen Siedlung der Baugenossenschaft Zschachwitz GmbH im Bereich Jonsdorfer und Rosenthaler Straße, traditionelle Bauten zumeist mit Walm- oder Satteldächern, baugeschichtlich und stadtentwicklungsgeschichtlich bedeutend | 09306390 |
|                                         | Siedlung Baugenossenschaft Zschachwitz: Wohnhaus mit Mangelgebäude und Einfriedung                                  | Privatweg 10 (Karte)                    | 1919–1920 (Mehrfamilienwohnhaus), 1919–1920 (Mangelgebäude) | Gebäude innerhalb einer kleinen Siedlung der Baugenossenschaft Zschachwitz GmbH im Bereich Jonsdorfer und Rosenthaler Straße, traditionelle Bauten zumeist mit Walm- oder Satteldächern, baugeschichtlich und stadtentwicklungsgeschichtlich bedeutend | 09216169 |
|                                         | Siedlung Baugenossenschaft Zschachwitz: Häuserzeile mit Einfriedung (Privatweg 12/14 und Schweizstraße 15)          | Privatweg 12; 14 (Karte)                | 1919–1920 (Mehrfamilienwohnhaus)                            | Gebäude innerhalb einer kleinen Siedlung der Baugenossenschaft Zschachwitz GmbH im Bereich Jonsdorfer und Rosenthaler Straße, traditionelle Bauten zumeist mit Walm- oder Satteldächern, baugeschichtlich und stadtentwicklungsgeschichtlich bedeutend | 09216170 |
|                                         | Siedlung Baugenossenschaft Zschachwitz: Doppelhaus mit Einfriedung                                                  | Rosenthaler Straße 3; 5 (Karte)         | 1911–1912 (Mehrfamilienwohnhaus)                            | Gebäude innerhalb einer kleinen Siedlung der Baugenossenschaft Zschachwitz GmbH im Bereich Jonsdorfer und Rosenthaler Straße, traditionelle Bauten zumeist mit Walm- oder Satteldächern, baugeschichtlich und stadtentwicklungsgeschichtlich bedeutend | 09216173 |
|                                         | Siedlung Baugenossenschaft Zschachwitz: Häuserzeile mit Einfriedung                                                 | Rosenthaler Straße 7; 9; 11; 13 (Karte) | 1911–1912 (Mehrfamilienwohnhaus)                            | Gebäude innerhalb einer kleinen Siedlung der Baugenossenschaft Zschachwitz GmbH im Bereich Jonsdorfer und Rosenthaler Straße, traditionelle Bauten zumeist mit Walm- oder Satteldächern, baugeschichtlich und stadtentwicklungsgeschichtlich bedeutend | 09216175 |
|                                         | Siedlung Baugenossenschaft Zschachwitz: Häuserzeile mit Einfriedung                                                 | Rosenthaler Straße 15; 17; 19 (Karte)   | 1911–1912 (Mehrfamilienwohnhaus)                            | Gebäude innerhalb einer kleinen Siedlung der Baugenossenschaft Zschachwitz GmbH im Bereich Jonsdorfer und Rosenthaler Straße, traditionelle Bauten zumeist mit Walm- oder Satteldächern, baugeschichtlich und stadtentwicklungsgeschichtlich bedeutend | 09216174 |
|                                         | Siedlung Baugenossenschaft Zschachwitz: Doppelhaus mit Einfriedung                                                  | Rosenthaler Straße 20; 22 (Karte)       | 1912 (Doppelwohnhaus)                                       | Gebäude innerhalb einer kleinen Siedlung der Baugenossenschaft Zschachwitz GmbH im Bereich Jonsdorfer und Rosenthaler Straße, traditionelle Bauten zumeist mit Walm- oder Satteldächern, baugeschichtlich und stadtentwicklungsgeschichtlich bedeutend | 09216184 |
|                                         | Siedlung Baugenossenschaft Zschachwitz: Doppelhaus mit Einfriedung (Jonsdorfer Straße 13 und Rosenthaler Straße 21) | Rosenthaler Straße 21 (Karte)           | 1911–1912 (Doppelwohnhaus)                                  | Gebäude innerhalb einer kleinen Siedlung der Baugenossenschaft Zschachwitz GmbH im Bereich Jonsdorfer und Rosenthaler Straße, traditionelle Bauten zumeist mit Walm- oder Satteldächern, baugeschichtlich und stadtentwicklungsgeschichtlich bedeutend | 09216177 |
|                                         | Siedlung Baugenossenschaft Zschachwitz: Doppelhaus mit Einfriedung                                                  | Rosenthaler Straße 23; 25 (Karte)       | 1911–1912 (Doppelwohnhaus)                                  | Gebäude innerhalb einer kleinen Siedlung der Baugenossenschaft Zschachwitz GmbH im Bereich Jonsdorfer und Rosenthaler Straße, traditionelle Bauten zumeist mit Walm- oder Satteldächern, baugeschichtlich und stadtentwicklungsgeschichtlich bedeutend | 09216178 |
|                                         | Siedlung Baugenossenschaft Zschachwitz: Wohnhaus mit Einfriedung                                                    | Schweizstraße 1 (Karte)                 | 1927 (Mehrfamilienwohnhaus)                                 | Teil einer Wohnanlage, charakteristischer traditioneller Bau seiner Zeit, Akzentuierung durch Bauschmuck, hier Ornamentfelder, außerdem expressionistische Elemente, wie Dreiecksformen, baugeschichtlich bedeutend (siehe auch Schweizstraße 3/5 und 7) | 09216162 |
|                                         | Siedlung Baugenossenschaft Zschachwitz: Doppelhaus mit Einfriedung                                                  | Schweizstraße 3; 5 (Karte)              | bezeichnet 1927 (Doppelwohnhaus)                            | charakteristischer traditioneller Bau seiner Zeit, Akzentuierung durch Bauschmuck, hier Ornamentfelder, außerdem expressionistische Elemente, wie Dreiecksformen, baugeschichtlich bedeutend (siehe Schweizstraße 1 und 7) | 09216163 |
|                                         | Siedlung Baugenossenschaft Zschachwitz: Wohnhaus mit Einfriedung                                                    | Schweizstraße 7 (Karte)                 | 1927 (Mehrfamilienwohnhaus)                                 | Teil einer Wohnanlage, charakteristischer traditioneller Bau seiner Zeit, Akzentuierung durch Bauschmuck, hier Ornamentfelder, außerdem expressionistische Elemente, wie Dreiecksformen, baugeschichtlich bedeutend (siehe auch Schweizstraße 1 und 3/5) | 09216164 |
|                                         | Siedlung Baugenossenschaft Zschachwitz: Häuserzeile mit Einfriedung (Privatweg 12/14 und Schweizstraße 15)          | Schweizstraße 15 (Karte)                | 1919–1920 (Mehrfamilienwohnhaus)                            | Gebäude innerhalb einer kleinen Siedlung der Baugenossenschaft Zschachwitz GmbH im Bereich Jonsdorfer und Rosenthaler Straße, traditionelle Bauten zumeist mit Walm- oder Satteldächern, baugeschichtlich und stadtentwicklungsgeschichtlich bedeutend | 09216170 |
|                                         | Siedlung Baugenossenschaft Zschachwitz: Wohnhaus mit Einfriedung                                                    | Schweizstraße 17 (Karte)                | 1921–1922 (Mehrfamilienwohnhaus)                            | Gebäude innerhalb einer kleinen Siedlung der Baugenossenschaft Zschachwitz GmbH im Bereich Jonsdorfer und Rosenthaler Straße, traditionelle Bauten zumeist mit Walm- oder Satteldächern, baugeschichtlich und stadtentwicklungsgeschichtlich bedeutend | 09216172 |

## Ehemalige Kulturdenkmale
| Bild                                    | Bezeichnung                                                         | Lage                                                     | Datierung | Beschreibung | ID |
| --------------------------------------- | ------------------------------------------------------------------- | -------------------------------------------------------- | --------- | ------------ | -- |
|                                         | Siedlung Baugenossenschaft Zschachwitz: Doppelhaus mit Einfriedung  | Jonsdorfer Straße 10–12 (Karte)                          |           |              |    |
| Direkt Bild zu diesem Denkmal hochladen | Siedlung Baugenossenschaft Zschachwitz: Doppelhaus mit Einfriedung  | Jonsdorfer Straße 14 (mit Rosenthaler Straße 10) (Karte) |           |              |    |
|                                         | Dreiseithof                                                         | Pirnaer Landstraße 240 (Karte)                           |           |              |    |
|                                         | Siedlung Baugenossenschaft Zschachwitz: Häuserzeile                 | Privatweg 2, Rosenthaler Straße 33/35 (Karte)            |           |              |    |
|                                         | Siedlung Baugenossenschaft Zschachwitz: Häuserzeile                 | Privatweg 4–8 (Karte)                                    |           |              |    |
|                                         | Siedlung Baugenossenschaft Zschachwitz: Wohnhaus mit Einfriedung    | Rosenthaler Straße 8 (Karte)                             |           |              |    |
| Direkt Bild zu diesem Denkmal hochladen | Siedlung Baugenossenschaft Zschachwitz: Doppelhaus mit Einfriedung  | Rosenthaler Straße 10 (mit Jonsdorfer Straße 14) (Karte) |           |              |    |
|                                         | Siedlung Baugenossenschaft Zschachwitz: Doppelhaus mit Einfriedung  | Rosenthaler Straße 12–14 (Karte)                         |           |              |    |
|                                         | Siedlung Baugenossenschaft Zschachwitz: Doppelhaus mit Einfriedung  | Rosenthaler Straße 16–18 (Karte)                         |           |              |    |
|                                         | Siedlung Baugenossenschaft Zschachwitz: Häuserzeile mit Einfriedung | Rosenthaler Straße 27–31 (Karte)                         |           |              |    |
|                                         | Siedlung Baugenossenschaft Zschachwitz: Häuserzeile mit Einfriedung | Rosenthaler Straße 33–35 (mit Privatweg 2) (Karte)       |           |              |    |